# 무허리 에스테르
무허리 에스테르(헝가리어: Muhari Eszter, 2002년 9월 30일~)는 헝가리의 펜싱 선수로 주 종목은 에페이다. 2024년 하계 올림픽에서 여자 에페 개인전 은메달을 획득했다.